# FLO-CERT
Il FLO-Cert è l'ente di ispezione e certificazione dei prodotti etichettati Fairtrade, ovvero: Commercio equo e solidale nato nel 2003 con sede a Bonn, in Germania. È una delle due organizzazioni che sono nate dalla suddivisione nel gennaio 2004 dalla Fairtrade Labelling Organizations International.
Opera in più di 70 paesi in Europa, Africa, Asia e America Latina.
Per garantire la credibilità del marchio di certificazione del commercio equo e solidale, FLO-CERT opera un sistema di certificazione mondiale coerente, indipendente e trasparente che segue i requisiti di ISO 65, norma di qualità internazionale per gli enti di certificazione.